# Duch (film 2008)
Duch – polski film dokumentalny z 2008 w reż. Macieja Bodasińskiego i Lecha Dokowicza, z muzyką Michała Lorenca przedstawiający działanie Ducha Świętego w dzisiejszym świecie.
W filmie przedstawieni zostali charyzmatyczni kapłani katoliccy i środowiska ich pracy: Antonello Caddedu (Brazylia), Enrique Porcu (Brazylia) oraz John Baptist Bashobora (Uganda). Księża ci systematycznie odwiedzają Polskę głosząc rekolekcje i prowadząc modlitwy wstawiennicze.
Obraz został nagrodzony w 2010 podczas Międzynarodowego Festiwalu Filmów Katolickich w Niepokalanowie − III Nagroda w kategorii filmu dokumentalnego.